# Freeport (Ohio)
Freeport és una vila dels Estats Units a l'estat d'Ohio. Segons el cens del 2000 tenia 398 habitants.

## Demografia
Segons el cens del 2000, Freeport tenia 398 habitants, 170 habitatges, i 99 famílies. La densitat de població era de 256,1 habitants/km².
Dels 170 habitatges en un 27,6% hi vivien nens de menys de 18 anys, en un 47,1% hi vivien parelles casades, en un 9,4% dones solteres, i en un 41,2% no eren unitats familiars. En el 35,9% dels habitatges hi vivien persones soles el 22,4% de les quals corresponia a persones de 65 anys o més que vivien soles. El nombre mitjà de persones vivint en cada habitatge era de 2,34 i el nombre mitjà de persones que vivien en cada família era de 3,12.
Per edats la població es repartia de la següent manera: un 22,6% tenia menys de 18 anys, un 10,3% entre 18 i 24, un 27,9% entre 25 i 44, un 22,1% de 45 a 60 i un 17,1% 65 anys o més.
L'edat mediana era de 39 anys. Per cada 100 dones de 18 o més anys hi havia 80,1 homes.
La renda mediana per habitatge era de 18.558 $ i la renda mediana per família de 35.833 $. Els homes tenien una renda mediana de 26.667 $ mentre que les dones 14.000 $. La renda per capita de la població era de 15.877 $. Aproximadament l'11,5% de les famílies i el 19,4% de la població estaven per davall del llindar de pobresa.

## Poblacions més properes
El següent diagrama mostra les poblacions més properes.